# 附耳 (恒星)
金牛座σ（σ Tau，σ Tauri）是一对位于金牛座的双星，由金牛座σ¹和金牛座σ²组成。它们距离地球约155光年，是离太阳系最近的疏散星团——毕宿星团的成员。
金牛座σ¹和金牛座σ²在天球中相距7.3角分，两者都是白色A-型主序星，视星等分别是+5.08和+4.67。
在中国古代星官系统中，金牛座σ属于西方白虎七宿中毕宿的星官附耳的唯一一颗恒星，因此也被称为附耳星。但随着西方天文知识的传入，中国人认识到金牛座σ是由金牛座σ¹和金牛座σ²组成。在清朝对星官系统进行补充时，金牛座σ²继续保留附耳的名字，而金牛座σ¹则被命名为附耳增一。